# Edizioni delle composizioni di Luigi Cherubini

## Edizioni musicali pubblicate delle composizioni di Luigi Cherubini
L'ordinamento è per titolo della composizione conosciuto in italiano.

Ave Maria
- Ave Maria, per soprano (e Tenore ad libitum), violino (violoncello) e pianoforte, Robert Lienau Musikverlage, RL 14430, ISMN M-011-14430-5

Requiem in do minore (per coro misto SATB e orchestra)
- Requiem / c-Moll/C minor / Gemischter Chor und Orchester, partitura tascabile, Edition Peters, EP 2004a, ISMN M-014-00905-2
- Requiem in C minor, riduzione per canto e pianoforte, Breitkopf & Härtel, EB 299, ISMN M-004-16018-3

Requiem in re minore (per coro maschile TTBB e orchestra)
- Requiem / d-moll/d minor / Männerchor und Orchester, partitura tascabile, Edition Peters, EP 2005a, ISMN M-014-00906-9

Sonata n. 3 in si bemolle maggiore, per pianoforte
- Sonate Nr. 3 B-dur, per pianoforte, Breitkopf & Härtel, EB 8107, ISMN M-004-17490-6

### Siti delle case editrici musicali citate
- Breikopf & Härtel, su breitkopf.com.
- Edition Peters (London), su editionpeters.com.
- Edition Peters (New York), su edition-peters.com.
- Robert Lienau Musikverlage, su zimmermann-frankfurt.de.